# 예당고등학교 (전남)
예당고등학교(禮堂高等學校)는 대한민국 전라남도 보성군 득량면 예당리에 있는 사립 고등학교이다.

## 학교 연혁
- 1952년 4월 1일 : 보성농공 기술학교 개교
- 1956년 5월 30일 : 인명학원 설립인가(문보 제14021호)
- 1966년 3월 7일 : 예당고등학교 개교
- 1966년 3월 7일 : 초대 교장 이용옥 선생 취임
- 2024년 9월 1일 : 제9대 교장 이동호 선생 취임
- 2025년 1월 10일 : 제57회 졸업(56명) 총 졸업생수 5,584명

## 참고 자료
- 예당고등학교 - 한국교육학술정보원 학교알리미